# Mouvement de translation circulaire

Essuie-glace d'autocar ayant un mouvement de translation circulaire.

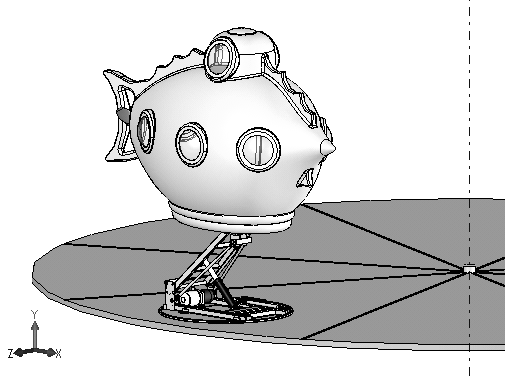
Cet élévateur de manège crée un mouvement de translation circulaire ; ainsi, l'assise de l'enfant reste horizontale au cours du mouvement.

Un mouvement de translation circulaire d'un objet est un mouvement plan où tous les points de l'objet ont des trajectoires qui sont des cercles de même rayon mais de centres différents. Ce mouvement est donc différent de la rotation pour laquelle toutes les trajectoires sont des cercles, mais concentriques.
En physique, lors de mouvements relatifs de repères, on parle de mouvement de translation circulaire lorsque le centre d'un des deux repères décrit un cercle autour du deuxième mais les axes des deux repères restent en permanence parallèles.
L'exemple typique est le mouvement des balais d'essuie-glace d'un autocar, et de manière générale de toute pièce liée par un parallélogramme déformable au bâti.
Le mouvement de translation circulaire permet d'amener un sujet (objet, personne) d'un point à un autre tout en maintenant son orientation (comme dans tout mouvement de translation). Il est en général moins coûteux à réaliser qu'un mouvement de translation rectiligne : les guidages de translation rectiligne (glissières) sont plus chers que les guidages en rotation (paliers, roulements) et peuvent se bloquer par arc-boutement.